# Proteina legante gli acidi grassi

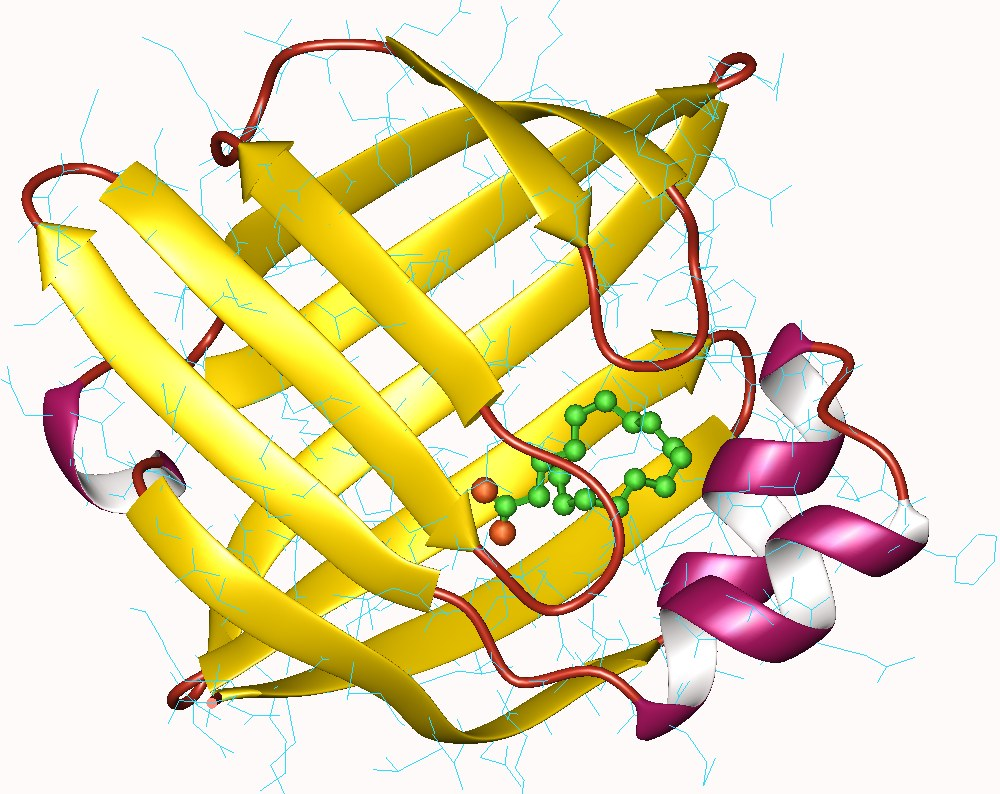
Proteina legante gli acidi grassi, Human muscle.

Le proteine leganti gli acidi grassi o FABP (acronimo dall'inglese fatty acid binding proteins), sono una famiglia di proteine che hanno la capacità di legare gli acidi grassi e di favorirne il trasporto attraverso la membrana cellulare. Sono conosciuti 9 tipi di FABP, ciascuna espressa in diversi organi. La prima descrizione di un trasportatore di acidi grassi si deve ad Harmon e Abumrad.